# 1802 en littérature
| Années de la littérature : 1799 - 1800 - 1801 - 1802 - 1803 - 1804 - 1805    |
| Décennies de la littérature : 1770 - 1780 - 1790 - 1800 - 1810 - 1820 - 1830 |

Cet article présente les faits marquants de l'année 1802 en littérature.

## Évènements
- 15 avril : William Wordsworth et sa sœur Dorothy se promènent près d'Ullswater et voient une ceinture de jonquilles, qui luis inspire son poème « I Wandered Lonely as a Cloud », écrit deux ans plus tard et publié en 1807[1].

## Presse
- Janvier : 
  - William Cobbett fonde au Royaume-Uni le Weekly Political Register[2], journal de tendance tory qui évolue peu à peu vers le radicalisme après la crise survenue en 1816.
  - Le « Messager de l’Europe », périodique politique et littéraire de Karamzine à Saint-Pétersbourg[3],[4].
- Juin : la pédagogue et écrivaine britannique Sarah Trimmer publie le premier numéro de The Guardian of Education, premier magazine consacré à la littérature pour enfants[5].
- 10 octobre : premier numéro de the Edinburgh Review (« la Revue d'Édimbourg ») en Écosse[6].

## Parutions
- 14 avril : François-René de Chateaubriand, Génie du Christianisme : ou Beautés de la religion chrétienne, Paris, Chez Migneret, 1802 (s:Génie du christianisme)[7].
- 2 octobre (10 vendémiaire an XI) : Pensées et Maximes de Madame de Krüdener, texte qui paraît dans le Mercure de France préfacé par Chateaubriand[8].

- Pierre Jean Georges Cabanis, Rapports du physique et du moral de l’homme, Paris, Crapelet, 1802 (présentation en ligne).

### Fictions
- 4 octobre : Samuel Taylor Coleridge publie Dejection: An Ode dans le Morning Post[9].

- Joukovski traduit l’Élégie de Thomas Gray en russe, poème publié dans le Messager de l’Europe[3].
- Walter Scott, Minstrelsy of the Scottish Border, Kelso, James Ballantyne for Thomas Cadell, William Davies, 1802 (présentation en ligne) (« Les chants de ménestrels de la frontière écossaise  »), recueil de ballades écossaises, en deux volumes.
- Chateaubriand : René, récit intégré dans le Génie du Christianisme[7].
- Ugo Foscolo, Ultime Lettere di Jacopo Ortis, Milan, Le Genio Tipographico, 1802 (présentation en ligne) (« Les Dernières Lettres de Jacopo Ortis »).
- Germaine de Staël, Delphine, Genève, Jean Jacques Paschoud, 1802 (présentation en ligne).
- La première partie du roman picaresque (Kokkeibon) de Jippensha Ikku, Tōkaidōchū hizakurige (東海道中膝栗毛, « À pied sur le Tōkaidō ») est publiée au Japon[10].

## Naissances
- 9 janvier : Catharine Parr Traill, femme de lettres canadienne († 29 août 1899).
- 26 février : Victor Hugo, écrivain, poète et dramaturge français († 22 mai 1885).
- 12 juin : Harriet Martineau, journaliste, écrivain, activiste et sociologue britannique († 27 juin 1876).
- 10 juillet : Robert Chambers, naturaliste et écrivain anglais († 17 mars 1871).
- 24 juillet : Alexandre Dumas, écrivain et dramaturge français († 5 décembre 1870).
- 29 novembre : Wilhelm Hauff, écrivain allemand († 18 novembre 1827).

## Décès
- 18 avril : Erasmus Darwin, poète britannique (° 12 décembre 1731).